# Andy Cooper
Andrew Lewis Cooper, soprannominato Lefty (Waco, 24 aprile 1898 – Waco, 3 giugno 1941), è stato un giocatore di baseball statunitense di ruolo lanciatore nelle Negro League. È stato introdotto nella National Baseball Hall of Fame nel 2006.

## Carriera
Cooper fu un lanciatore mancino nelle Negro League. Dopo avere frequentato il Paul Quinn College a Waco, giocò nove stagioni per i Detroit Stars e dieci per i Kansas City Monarchs. Malgrado una minaccia di sospensione di cinque anni dalle Negro league ban per inadempienza contrattuale, Cooper nel 1927 si unì a una squadra itinerante che si esibì alle Hawaii e in Giappone, dopo di che trascorse gli ultimi anni della carriera con i Monarchs. Cooper è il leader di tutti i tempi della Negro league per salvezze in carriera. In una gara di playoff del 1937 lanciò per ben 37 inning. Dal 1937 al 1940 occupò anche il doppio ruolo di manager e giocatore di Kansas City, guidando la squadra a tre vittorie del titolo in quelle quattro stagioni.